# Zakur
Zakur est le mot basque désignant le chien. Cet animal n'est guère mentionné dans les mythes basques. D'après un récit de Beizama (Guipuscoa), dans la grotte d'Olanoi habite un génie en forme de chien. C'est le gardien de l'antre. Dans une légende de Mutriku, toujours dans le Guipuscoa, on voit deux chiens ou des êtres surnaturels qui se manifestent sous ces apparences. Ils allaient au-devant d'un habitant du lieu et l'effrayaient lorsqu'il rentrait de la place chez lui à une heure indue. Dans une autre légende, à Berriz (Biscaye), c'est un génie revêtant l'aspect de chien qui apparut un jour empruntant les traits d'un mort, le jour suivant il prit part à un banquet de noces. 

## Étymologie
Zakur signifie « chien » en basque. Le suffixe a désigne l'article : zakura se traduit donc par « le chien ».